# エンペラドル・カルロス5世 (装甲巡洋艦)
| 竣工時の「エンペラドル・カルロス5世」 | |
| 艦歴                                  | |
| 発注                                  | ヴェガ-マグリア カディス工廠 |
| 起工                                  | 1892年 |
| 進水                                  | 1895年5月12日 |
| 就役                                  | 1898年6月2日 |
| 退役                                  | 1922年 |
| その後                                | 1933年解体 |
| 除籍                                  | 1931年 |
| 前級                                  | インファンタ･マリア･テレサ級 |
| 次級                                  | プリンセサ・デ・アストゥリアス級 |
| 性能諸元                              | |
| 排水量                                | 常備：9,090トン 満載：9,235トン |
| 全長                                  | 123.14m |
| 水線長                                | 115.8m |
| 全幅                                  | 20.7m |
| 吃水                                  | 7.8m |
| 機関                                  | 形式不明石炭専焼水管缶12基 ＋三段膨張型四気筒レシプロ機関2基2軸推進 |
| 最大出力                              | 公試：18,500hp 戦時：15,000hp |
| 最大速力                              | 19.0ノット（公試：20.0ノット） |
| 航続距離                              | 10ノット/12,000海里 |
| 燃料                                  | 石炭：1,200トン（常備） 1,800トン（満載） |
| 乗員                                  | 590～600名 |
| 兵装                                  | Model 1883 28cm（35口径）単装砲2基 14cm（40口径）単装砲8基 10cm（35口径）単装砲4基 7.62cm＝12ポンド（40口径）単装砲2基 5.7cm（43口径）単装機砲4基 オチキス 3.7cm（23口径）5連装ガトリング砲4基 7.62mm単装機銃2基 魚雷発射管単装6基 |
| 装甲                                  | 舷側：51mm（水線中央部）、25.4mm（艦首尾部） 甲板：51mm（水平部）、165mm（傾斜部） 主砲バーベット：248mm（最厚部） 主砲防盾：165mm（最厚部） 副砲ケースメイト：193mm 司令塔：305mm（最厚部）                                       |

エンペラドル・カルロス5世 (Emperador Carlos V) は、スペイン海軍の装甲巡洋艦。同型艦はない。

## 概要
本艦はカディス海軍工廠で建造された。本艦は1892年に起工、1895年3月13日に進水、1898年6月2日に竣工した。本艦のボイラーと主機関はスペイン製、装甲はドイツ製、砲関係はフランス製と調達方法が異なっているのが特徴である。

## 艦形

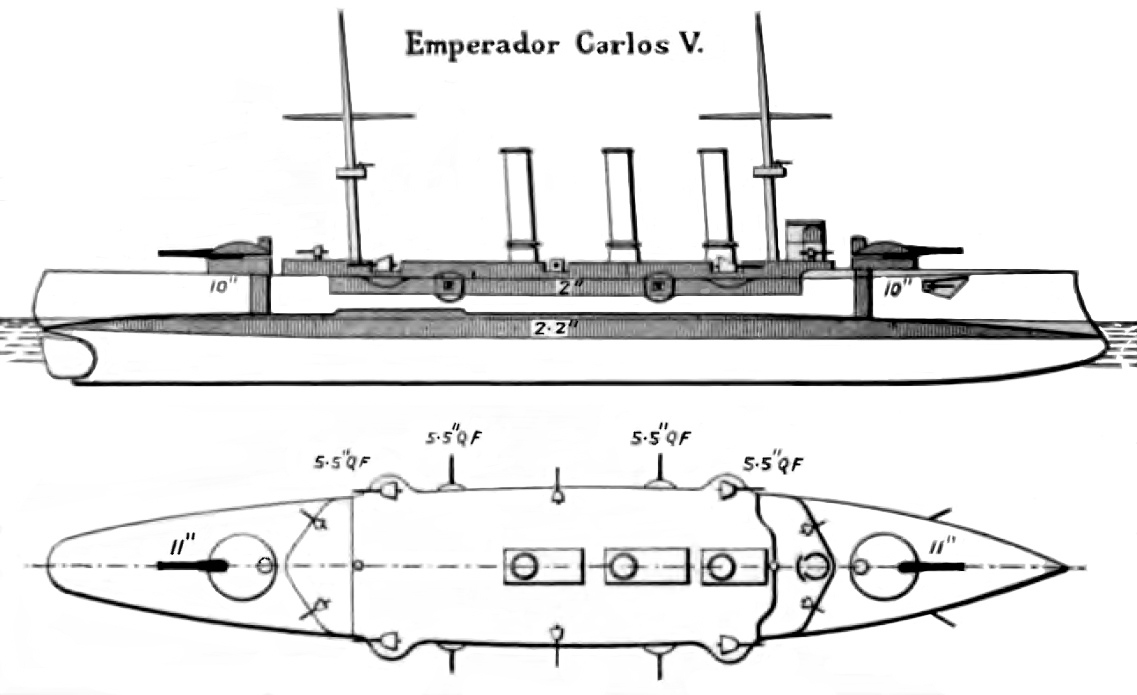
本艦の武装・装甲配置を示した図。

本艦は乾舷の高い平甲板型船体に当時の主流である水面下に衝角を持つ艦首から、艦首甲板上に28cm砲を単装式の1番露砲塔で前向きに1基を配置、その背後に司令塔を下部に組み込んだ艦橋は両側に船橋（ブリッジ）を持っており、その後部に1段の見張り所を持つ単脚式の前部マストが立つ。
船体中央部には等間隔に並んだ3本煙突が立ち、煙突の周囲には艦内への吸気用として煙管型の通風筒が立てられている。3番煙突の後部は艦載艇置き場となっており、その後方に立つ後部マストの基部に付いたクレーン1基により運用された。後部甲板上には後部マストが立ち、後28cm2番露砲を塔ろ向きに1基を配置。
副砲の14cm速射砲は舷側甲板上に防盾の付いた単装砲架で2基ずつと舷側ケースメイト（砲郭）部に2基ずつの片舷4基の計8基を配置していた。舷側甲板上の14cm砲2門の間には7.62cm速射砲が単装砲架で片舷1基ずつ計2基が配置され、近接火器として5.7cm速射砲が単装砲架で艦橋の基部に2基と後部マストの基部に2基の計4基が配置されていた。他にマスト上の見張り所に3.7cmガトリング砲が前部に2基・後部に2基の計4基が配置されていた。
この武装配置により前後方向に最大で28cm砲1門・14cm砲2門・5.7cm砲2門、左右方向に28cm砲2門、14cm砲4門・7.62cm砲1門・5.7cm砲2門を向けることが出来た。

## 武装

### 主砲
主砲はフランスのカネー社の新開発の「カネー 1883年型 28cm（35口径）ライフル砲」を採用した。この砲は同時期の「ペラヨ」の舷側砲にも採用されていた。その性能は重量266kgの砲弾を、最大仰角15度で10,460mまで届かせられ、この距離で垂直に立てられたクルップ鋼138mmを貫通でき、射程5,040mで舷側装甲226mmを貫通できる性能であった。この砲を新設計の単装式の露砲塔に収め、舷側に1基ずつ配置された。砲塔の俯仰能力は仰角15度・俯角5度である。旋回角度は左右125度の旋回角度を持つ、主砲身の俯仰・砲塔の旋回・砲弾の揚弾・装填は電力で補助に人力を必要とした。発射速度は1分間に1発であった。
この砲を新設計の単装式の露砲塔に収めた。本艦の露砲塔の装甲カバーは最厚部で165mmに達し、後部に指揮所を持つお椀側の形状のものをバーベットに被せていた。

### その他の備砲・水雷兵装
副砲はスペインがフランス企業に依存していたため「カネー 1884年型 14cm（40口径）速射砲」を採用した。その性能は36.5kgの砲弾を、最大仰角25度で15,000mまで届かせられた。この砲を単装砲架で片舷4基ずつ計8基を舷側ケースメイト（砲郭）配置した。俯仰能力は仰角25度・俯角10度である。旋回角度は300度の旋回角度を持つ、砲身の俯仰・砲塔の旋回・砲弾の揚弾・装填は主に人力を必要とした。発射速度は1分間に4発であった。
他に対水雷艇迎撃用に「アームストロング 7.62cm（40口径）速射砲」を単装砲架で2基、5.7cm（40口径）速射砲を単装砲架で4基、オチキス 3.7cm（23口径）5連装ガトリング砲を4基、7.62mm単装機銃を2基搭載した。対艦攻撃用に35.6cm魚雷発射管を単装6基など、小型の船体に数多くの武装を配置していた。
1920年に14cm砲8門・5.7cm砲4門・3.7cm砲2基・35.6cm魚雷発射管4門が撤去され、替りにクルップ製 「SK L/35 10.5cm（32口径）速射砲」が単装砲架で4基と12.7mm（87口径）単装機銃8丁が搭載された。

## 防御
防御装甲は舷側水線部に25.4mmから51mmの装甲が貼られており、装甲厚は前級よりも薄かった。また、主砲のバーベット部こそ248mmもあったが、写真で砲塔に見えるのは最厚部で165mmの装甲で出来た防盾で主砲の基部に被せてあるだけの代物であり完全な砲塔形式ではない。舷側の副砲のケースメイト（砲郭）の厚さは51mmであった。

## 参考図書
- Conway All The World's Fightingships 1860-1905（Conway）
- Conway All The World's Fighting Ships 1906-1921（Conway）